# Asylmissbrauch
Asylmissbrauch es un etnofaulismo en jerga política en alemán que en los últimos años se ha considerado palabra de moda, aunque hay registro de su uso temprano desde la década de 1980.
Asylmissbrauch, a veces escrito Asylmißbrauch (en alemán: abuso del asilo) y actualmente también referido como Asylbetrug (en alemán: fraude de asilo) es un término utilizado especialmente en la retórica de la extrema derecha en Alemania para referirse a la población de origen migrante que supuestamente perpetua actividades delictivas o se niegan a integrarse en la sociedad alemana.